# Babica balavica
Babica balavica (Parablennius sanguinolentus) ili balava slingura je jedna od većih Jadranskih babica. Pripada obitelji slingurki (Blenniidae). Može narasti i do 20 cm duljine ). Ova vrsta je vegetarijanska, najčešće se hrani algama, iako će u nedostatku biljne hrane posegnuti i za crvićima ili školjkama. Živi uz obalu, u plitkom moru, na dubinama od 0,5 - 3 metra. Živi na kamenitom dnu, na stijenama obraslima algama, koje su pune sunčeve svjetlosti. Zimi odlazi u dublje more (koje je i toplije), gdje miruje dobro skrivena.
Tijelo balavice je izduženo i bočno spljošteno. Glava je velika u odnosu na tijelo. Ima mala usta, s vrlo snažnim čeljustima i mnoštvom oštrih zuba. Iznad svakog oka ima po jednu malu kožnu izraslinu. Na tijelu nema ljusaka,ono je golo i prekriveno slojem sluzi. Prsne peraje su posebo razvijene, s njima ova babica klizi po dnu. Boje mogu biti razne, od maslinasto zelene, tamnosmeđe do svijetložute s tamnim mrljama. Osobitost izgleda čine sitne crvene točkice na tijelu, zbog kojih ovu babicu često nazivaju hrđava ili ruzinava babica.  U sezoni mriješćenja mužjaci su crne boje. Od svibnja do srpnja se razmnožava, a parovi ostaju zajedno i poslije sezone mriješćenja. 

## Rasprostranjenost
Slinguru balavicu se može naći po cijelom Mediteranu, Crnom moru i istočnom Atlantiku (od Francuske do Maroka).

## Poveznice
|  | Zajednički poslužitelj ima još gradiva o temi Babica balavica |
|  | Wikivrste imaju podatke o taksonu Babica balavica             |